# Bellis
- Commons
- Wikispecies

Bellis é um género botânico com 15 espécies, da família das Asteraceae, a que pertencem muitas das plantas designadas por margarida.

## Espécies
- Bellis annua
- Bellis annua ssp. annua
- Bellis annua ssp. vandasii
- Bellis azorica
- Bellis bernardii
- Bellis caerulescens
- Bellis hybrida
- Bellis hyrcanica
- Bellis longifolia
- Bellis microcephala
- Bellis perennis
- Bellis perennis perennis
- Bellis rotundifolia
- Bellis rotundifolia caerulescens
- Bellis sylvestris

Nota: "ssp." denota subespécies dentro da espécie.

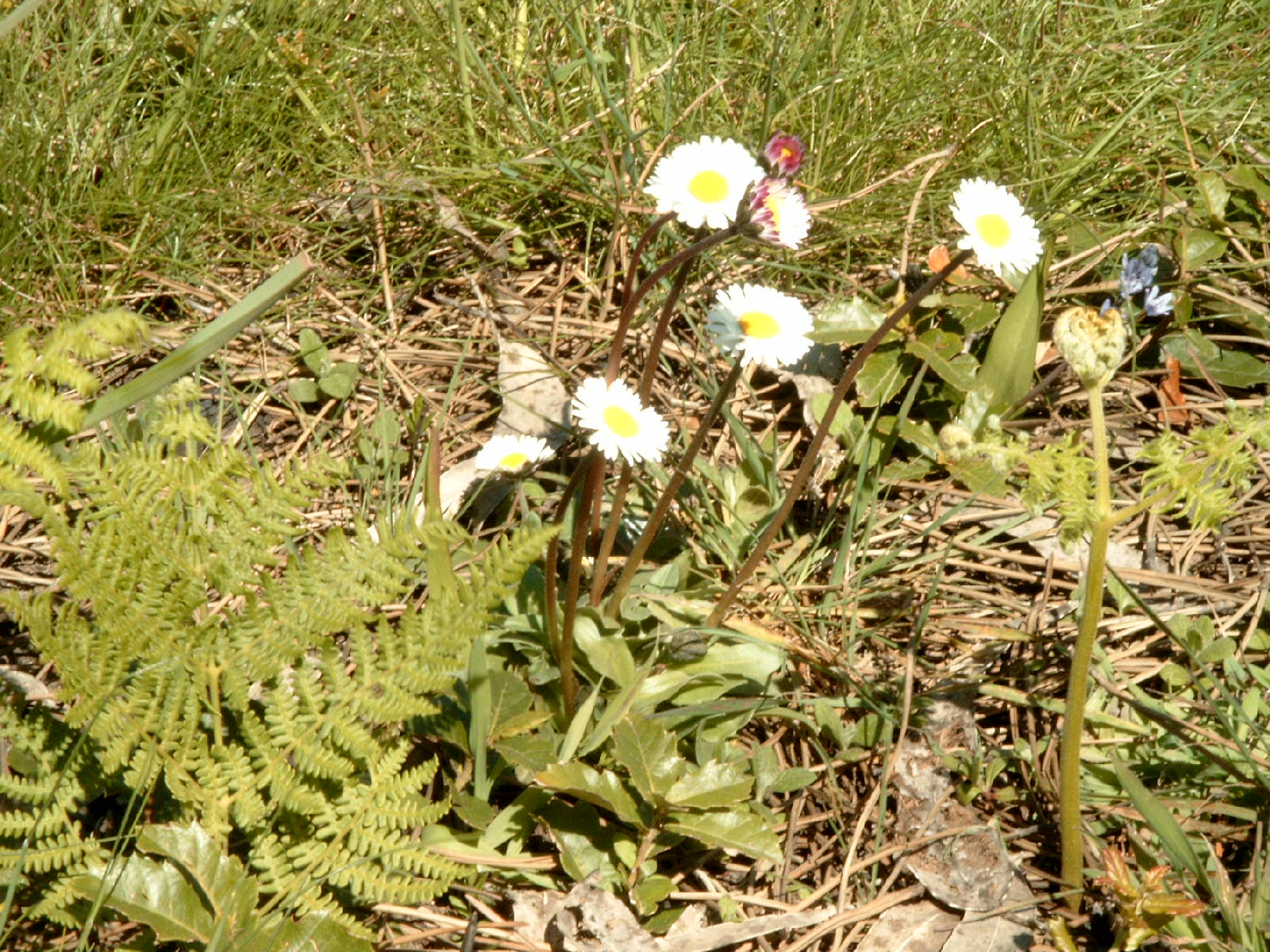
Bellis sylvestris ou margarida-do-monte.

Estas espécies são muito apreciadas pela sua inflorescência e não pela sua flor, já que aquilo que é designado por flor é, na realidade uma inflorescência composta por um disco (pequenas flores ou flósculos dispostos em capítulo) rodeado de flores estéreis que são vulgarmente designadas por pétalas (não o sendo, na realidade, se quisermos ser precisos em termos científicos).

## Classificação do gênero
| Sistema | Classificação                                | Referência               |
| ------- | -------------------------------------------- | ------------------------ |
| Linné   | Classe Syngenesia, ordem Polygamia superflua | Species plantarum (1753) |